# Armia Wyzwolenia Narodowego (Peru)
Armia Wyzwolenia Narodowego (hiszp. Ejército de Liberación Nacional, ELN) – grupa partyzancka z Peru.

## Historia
Założycielami ELN byli członkowie Komunistycznej Partii Peru (PCP) i Ruchu Rewolucyjnej Lewicy (MIR). Przywódcą formacji był Héctor Béjar. ELN dążyła do wywołania w kraju rewolucji w kubańskim wydaniu. Grupa rozpoczęła działalność militarną w maju 1962 roku. Partyzantka działała w regionie Cuzco. Oddziały ELN rozbite zostały w 1965 roku.

## Wsparcie zagraniczne
Grupa członków ELN przeszła szkolenie na Kubie.

## Ideologia
Była organizacją marksistowsko-leninowską.